# 천지 (가수)
천지(본명: 이찬희, 李燦熺, 1993년 10월 5일 ~ )는 대한민국의 보이 그룹 틴탑의 리드보컬을 맡고 있다.

## 학력
- 공도초등학교 (졸업)
- 공도중학교 (졸업)
- 성지고등학교 (졸업)
- 강동대학교 실용음악과 (학사)

## 가수 외 활동

### 뮤지컬
- 2014년 《카페인》 - 강지민 역
- 2015년 《온에어 야간비행 - ON AIR 夜間飛行》 - 제이 역
- 2017년 《마이버킷리스트》 - 해기 역
- 2017년 《위대한 캣츠비》 - 캣츠비 역

### 방송
- 2012년 《일밤》

### 드라마
- 《오마이갓 1》 (2011년, SBS Plus)
- 《연남동 539》 (2018년, MBN) - 조다운 역